# Stellaria alexeenkoana
Stellaria alexeenkoana är en nejlikväxtart som beskrevs av Boris Konstantinovich Schischkin. Stellaria alexeenkoana ingår i släktet stjärnblommor, och familjen nejlikväxter. Inga underarter finns listade i Catalogue of Life.